# Dilun
Dilun (chiń. 地論, pinyin Dìlún) – jedna z wczesnych szkół chińskiego buddyzmu, prekursorska dla szkoły huayan. 

## Historia szkoły
Za twórcę tej szkoły, która zdominowała scenę religijną w północnych Chinach w V wieku, uchodzi Huiguang (chiń. 慧光, 468-537). Szkoła oparta była na komentarzu Wasubandhu do rozdziału Sutry Awatamsaki poświęconemu dziesięciu etapom w rozwoju bodhisattwy. Znajdował się on w 8 zwoju (chiń. quan) z pierwszego 60-zwojowego tłumaczenia tej sutry na język chiński, dokonanego przez Buddhabhadrę pomiędzy 30 kwietnia 418 a 5 lutego 420 r. w klasztorze Daochang w Yangzhou. Komentarz Wasubhandu Daśabhūmikabhāṣya został przetłumaczony w 508 przez Bodhiruciego i Ratnamatiego jako Shidi jing lun, w skrócie dilun. Po Bodhirucim pozostało w szkole także silne przywiązanie do nauk sutry Lankawatary. 
Była jedną z tzw. siedmiu szkół buddyjskich, które powstały w północnych Chinach w tym okresie i tak jak i inne była w relacji do Sutry Awatamsaki. Zainteresowanie tej szkoły Sutrą Awatamsaki rozbudziło szerokie zainteresowanie tą sutrą w Chinach.
Podczas tłumaczenia tekstu Wasubandhu między Bodhirucim a Ratnamatim doszło do konfliktu, który nie został ostatecznie rozwiązany. Bodhiruci pozostał wierny bardziej ortodoksyjnemu rozwiązaniu w duchu jogaczary, a Ratnamati skłaniał się w kierunku dopiero kształtującej się filozofii buddyjskiej - myśli tathagatagarbhy. Gdy szkoła rozrosła się, wykształcił się ośrodek północny, założony przez Daochonga i jego nauczyciela Bodhiruciego, i ośrodek południowy, założony przez Huiguanga i jego nauczyciela Ratnamatiego. Południowa frakcja reprezentowana przez Huiguanga utrzymywała stanowisko, że świat fenomenalny  jest oparty na takości (chiń. zhenru, skr tathatā तथता). Frakcja północna, której reprezentantem był Daochong, utrzymywała, że był on oparty na alajawidźnianie (świadomości magazynującej). Oba ośrodki różniło także rozumienie świadomości magazynującej. Ośrodek północny rozumiał, że alajawidźniana nie jest tożsama z (czystą) takością, a ośrodek południowy utożsamiał alajawidźnianę z (czystą) takością i naturą Buddy.   
W VI w. powstał założony przez Xinxinga (信行, 540-594) ruch Trzech Poziomów (chiń. 三階教, pinyin sanjie jiao), ewidentnie powiązany ze szkołą dilun. Xinxing był prawdopodobnie uczniem mnicha dilun - Lingyu (518-605). Chociaż teksty sanjie i praktyki tego ruchu zostały aż pięciokrotnie zabronione przez cesarza, to w zasadzie niczym się one nie różniły od innych tekstów i praktyk tego okresu. Soteriologia tego ruchu pozostaje uderzająco wyprzedzająca tak potężne sektariańskie ruchy jak chan i Szkoła Czystej Krainy. Np. ich praktyka medytacyjna była w typie "nagłej" i niedualnej, i nosiła nazwę bezcechowego czy też nieznakowanego samadhi (chiń. wuxiang sanmei guan). Ze stolicą w Ye związany był Lingyu. Jednak udał się na górę Bao w Henanie, gdzie przebywał w klasztorze, który przez cesarza Wena z dynastii Sui (pan. 581-604) został w 591 r. na jego cześć nazwany Lingqquan (Źródło Linga lub Duchowe źródło). Lingyu stworzył w grocie na górze Bao program dewocjonalny, zawierający m.in. najwcześniejsze ze wszystkich znanych linearne przedstawienie patriarchów indyjskich według tekstu Fu fazang zhuan. Z pewnością Xinxing odzwierciedlał ówczesny pesymizm związany z "upadkiem" Dharmy i w jakiejś mierze widać to w jego "Trzech Poziomach". Pierwszy i drugi poziom (rzadko zaludnione) należą do ludzi zdolnych do uchwycenia nauk "Jednego Pojazdu" (skr. ekayāna), czyli bodhisattwów Jednego Pojazdu. Trzeci poziom reprezentował tych, którzy mają "fałszywe poglądy". Zaproponował lekarstwo: była nim "uniwersalna Dharma" (chiń. pufa), która zawiera wszystkie nauki, nawet z błędnymi poglądami. Powinny być one zaakceptowane, gdyż są one wyrażeniem potwierdzenia uczniów z trzeciego poziomu ich niemożności rozróżnienia pomiędzy prawdziwą i fałszywą Dharmą. Xinxing potwierdził zdegenerowaną naturę wszystkich istot z trzeciego poziomu, ale równocześnie podkreślił powszechną naturę Buddy i uniwersalny potencjał jej urzeczywistnienia. Te poglądy wpłynęły na idee i praktyki szkoły chan baotang.
W dziele Lidai fabao ji mistrzowie dilun są oskarżani za próby otrucia Bodhidharmy. 
Po powstaniu szkoły huayan zasadniczo wszyscy mnisi dilun przeszli do huayan.

## Doktryna
Podział nauk
Najbardziej wpływowym był podział nauk buddyjskich dokonany przez Huiguanga. Składał się on z czterech kategorii:
- Pitan - szkoła abhidharmy, czyli hinajana
- Chengshi - szkoła oparta na traktacie Ustanowienie prawdy
- Sutry pradźni
- Sutra Nirwany i Sutra Awatamsaki[6].

Kolejny poddział nauk buddyjskich został stworzony przez Ziguia, jednego z liderów dilun. Jego klasyfikacja składa się z pięciu kategorii i jest właściwie taka sama jak poprzednia z jednym wyjątkiem - kategoria czwarta został rozbita na dwie, kategoria niższa (czwarta), to Sutra Nirwany, a kategoria wyższa (piąta), to Sutra Awatamsaki.
Nauki
Zasadniczo szkoła zaadaptowała podstawową filozofię szkoły jogaczary, a szczególnie teorię świadomości magazynującej (skr. alajawidźniana).

## Znaczenie szkoły
Praca Yunhua Zhiyana Wushi yao wenda powstała na podstawie poglądów wyrażonych przez szkołę dilun i shelun. Klasyfikacja nauk dokonana przez niego była próbą zsyntetyzowania dwóch scholastycznych idei wyrażonych przez dilun i shelun. 
Huiguang miał wielki wpływ na idee szkoły huayan. Fazang wyraził to w swoim dziele Huayan jing zhuan ji; przypisuje Huiguangowi obszerny komentarz do Sutry Awatamsaki i uważa, iż podzielił on nauki na trzy rodzaje: stopniowe, nagłe i doskonałe (w swojej klasyfikacji nauk na cztery kategorie), a sutrę uważał za reprezentującą zarówno nauki doskonałe jak i nagłe.
Szkoła dilun miała więc wpływ na takie szkoły jak shelun,  tiantai, huayan i chan.

## Osoby związane ze szkołą
Frakcja południowa
- Ratnamati

- Huiguang (468-537)

- Daoping (488-559) założyciel frakcji południowej, góra Bao w Henan

- Lingyu (518-605)

- Xinxing (540-594) twórca ruchu sanjie

- Fashang (495-580)

- Uiyŏn Koreańczyk
- Jingying Huiyuan (523-592)

- Shanzhou

- Tanzun

- Tanqian (Yuede) (542-607) prekursor chanu

- Jingying Huiyuan

Frakcja północna
- Bodhiruci (zm. 527 lub 535)

- Daochong

- Bodhibhadra

- Sengchou (480-560)

- Jednym z liderów szkoły był Zigui